# تيم كورتيس
تيم كورتيس (15 يناير 1960 في المملكة المتحدة - ) (بالإنجليزية: Tim Curtis)‏ هو لاعب كريكت بريطاني. شارك مع منتخب إنجلترا للكريكت. أما مع النوادي، فقد لعب مع نادي مقاطعة ورسسترشاير للكريكيت ‏ ونادي جامعة كامبريدج للكريكيت ‏.

## وصلات خارجية
- تيم كورتيس على موقع إي آس بي آن كريك إنفو (الإنجليزية)